# Quinton House School

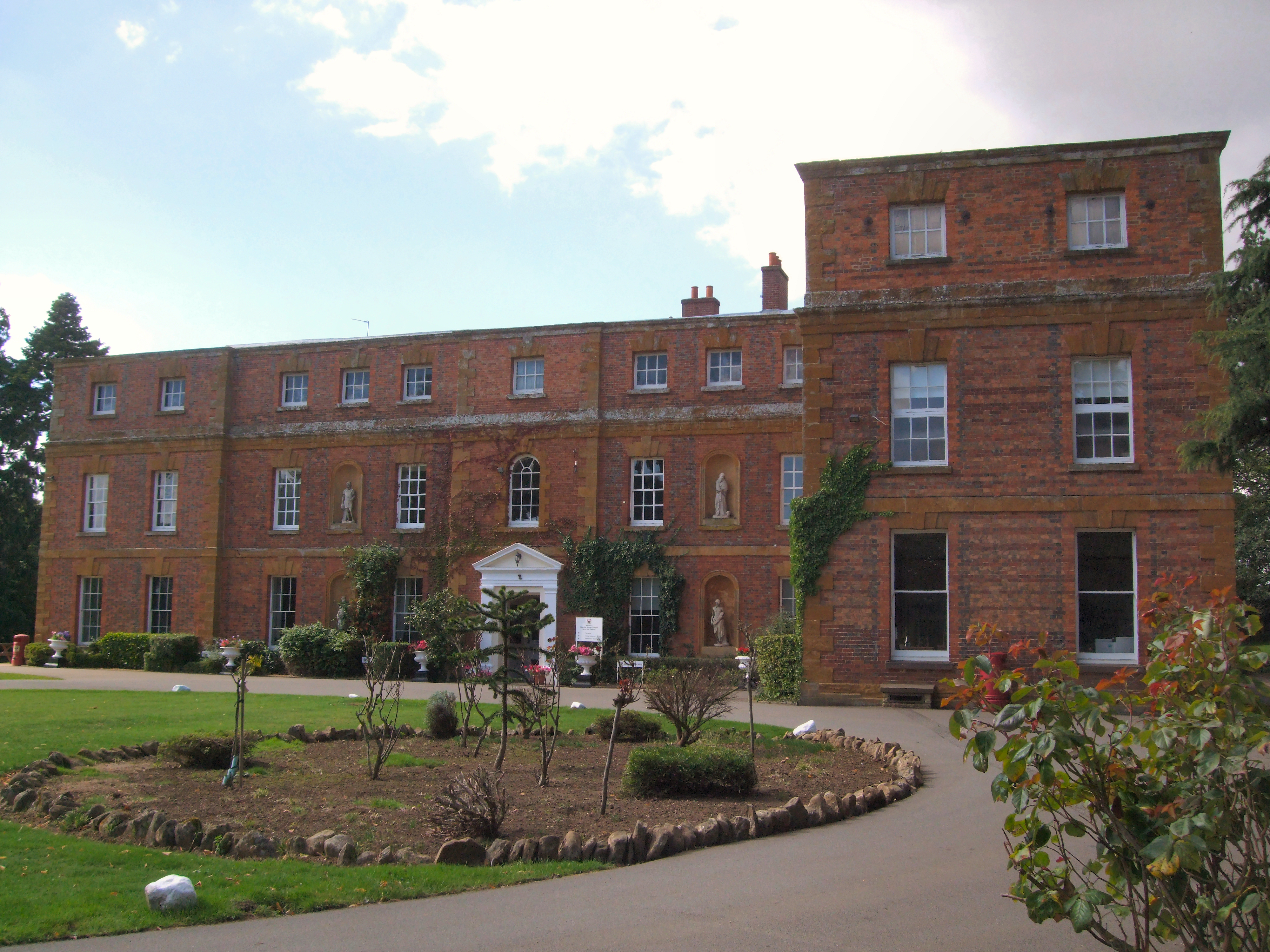
Upton Hall, Sitz der Quinton House School

Quinton House School ist eine koedukative Privatschule in der Ortschaft Upton in der Nähe von Northampton, England. Die von der Cognita-Gruppe geführte Schule nimmt Schüler im Alter zwischen 2 und 18 Jahren auf. Sie besteht aus einer nursery school, einer junior und einer senior school sowie einer sixth form. Damit ist sie die einzige private koedukative Schule in Northamptonshire, welche bis zum A-Level (Abitur) führt.

## Geschichte
Im Jahr 1946 wurde Upton Hall vom letzten privaten Eigentümer an den Sir Thomas White’s Trust verkauft, im Jahr darauf nahm die Upton Hall School ihren Betrieb auf. Zwanzig Jahre später wurde die Schule in Quinton House School umbenannt. Seit 1986 ist das Northampton Borough Council Eigentümer der Gebäude, welche an den Schulträger vermietet wurden. Nachdem im Jahr 1988 die Schule unter die Leitung von Gerald H. Griffiths kam, wurden zahlreiche grundlegende Renovierungen und Erweiterungen der Einrichtungen vorgenommen.
Im Jahr 2004 wurde die Schule von der Cognita-Gruppe übernommen. Im September 2018 hat die Jacobs Holding die Gruppe von Bregal Investments und KKR übernommen.